# Agrilinus pseudostorkani
Agrilinus pseudostorkani är en skalbaggsart som beskrevs av Zdzisława Stebnicka 1982. Agrilinus pseudostorkani ingår i släktet Agrilinus och familjen Aphodiidae. Inga underarter finns listade i Catalogue of Life.